# Robert Herlth
Robert Paul Fritz Herlth (né le 2 mai 1893 à Wriezen, mort le 6 janvier 1962 à Munich) est un chef décorateur et directeur artistique allemand.

## Biographie
En 1914, il est diplômé en peinture par l'université des arts de Berlin. Mais il est enrôlé pour la guerre. De 1916 à 1918, il est décorateur au Heerestheater à Vilnius. Il commence dans le cinéma en 1920. Hermann Warm le fait engager au sein de Decla-Bioscop. Avec Walter Röhrig, il conçoit des décors et des costumes. Avec Warm, il crée les installations pour le film Les Trois Lumières de Fritz Lang.
Herlth et Roehrig sont ensuite engagés par l'UFA et contribuent au cinéma expressionniste en mettant au point les décors pour les plans rapprochés des Kammerspielfilms. Ils participent activement aux films de Friedrich Wilhelm Murnau.
La coopération entre Herlth et Roehrig dure jusqu'en 1936 et jusqu'à réaliser Hans im Glück la même année. En 1937, Robert Herlth rejoint Tobis-Tonbild-Syndikat puis en 1939, Terra Filmkunst.
Après la Seconde Guerre mondiale, Herlth travaille principalement pour des théâtres de Berlin. Il revient au cinéma avec Entre hier et demain en 1947. Pour les décors de Les Buddenbrook, une adaptation du roman de Thomas Mann, il reçoit le Deutscher Filmpreis du meilleur décor. Après 1961, il travaille pour la télévision. Son frère Kurt Herlth, avec qui il collabore à plusieurs reprises, est aussi décorateur.

## Filmographie
- 1921: Die Toteninsel
- 1921: Les Trois Lumières
- 1921: Irrende Seelen
- 1922: Luise Millerin
- 1923: Le Trésor
- 1924: Le Dernier des hommes
- 1925: La Chronique de Grieshuus
- 1926: Tartuffe
- 1926: Faust, une légende allemande
- 1928: Les Quatre Diables
- 1928: Luther – Ein Film der deutschen Reformation
- 1929: Le Mensonge de Nina Petrovna
- 1930: Hokuspokus
- 1930: L'Immortel vagabond
- 1930: Le Concert de flûte de Sans-Souci
- 1931: Le congrès s'amuse
- 1931 : Yorck
- 1932 : Un homme sans nom
- 1933 : Morgenrot
- 1933 : Les Fugitifs
- 1933 : Moi et l'Impératrice (Ich und die Kaiserin)
- 1933 : Walzerkrieg
- 1934 : Rêve éternel
- 1935 : Jeanne d'Arc (Das Mädchen Johanna)
- 1935 : Amphitryon
- 1936 : Hans im Glück
- 1936 : Contrebande
- 1936 : Valse royale
- 1937 : Crépuscule
- 1937 : La Cruche cassée
- 1938 : Toi et moi
- 1938 : Le Joueur
- 1940 : L'Habit fait le moine (de)
- 1940 : Le Marchand d'oiseaux (de)
- 1941 : Jenny Lind (de)
- 1942 : Andreas Schlüter
- 1945 : Le Cas Molander
- 1947 : Entre hier et demain
- 1947 : Film sans titre (Film ohne Titel)
- 1950 : Petite Maman
- 1951 : Dr. Holl
- 1952 : Le Cœur du monde
- 1953 : Musik bei Nacht (de)
- 1954 : La Classe volante (Das fliegende Klassenzimmer)
- 1954 : Héros en blanc (Sauerbruch – Das war mein Leben)
- 1955 : Feu magique
- 1956 : Régine
- 1956 : La Famille Trapp (Die Trapp-Familie)
- 1957 : Les Confessions de Félix Krull
- 1958 : Résurrection
- 1958 : L'Auberge du Spessart
- 1959 : Das schöne Abenteuer (de)
- 1959 : Les Buddenbrook
- 1960 : Gustav Adolfs Page (de)